# Кондинское сельское поселение
Се́льское поселе́ние «Кондинское» (бур. Кундусын hомон) — муниципальное образование в Еравнинском районе Бурятии Российской Федерации.
Административный центр — село Телемба.

## История
Статус и границы сельского поселения установлены Законом Республики Бурятия от 31 декабря 2004 года № 985-III «Об установлении границ, образовании и наделении статусом муниципальных образований в Республике Бурятия».

## Население
| 2002  | 2011  | 2012  | 2013  | 2014  | 2015  | 2016  |
| ----- | ----- | ----- | ----- | ----- | ----- | ----- |
| 1271  | ↗1360 | ↘1345 | ↘1334 | ↘1323 | ↘1303 | ↘1291 |
| 2017  | 2018  | 2019  | 2020  | 2021  | 2023  | 2024  |
| ↘1256 | ↘1248 | ↘1223 | ↘1196 | ↘1128 | ↘1100 | ↘1075 |

## Состав сельского поселения
| № | Населённый пункт | Тип населённого пункта       | Население |
| - | ---------------- | ---------------------------- | --------- |
| 1 | Телемба          | село, административный центр | ↘1075     |